# Jamming with Edward!
Jamming with Edward! je album koji su, tijekom snimanja Let It Bleed 1969., snimili članovi The Rolling Stonesa; Mick Jagger, Charlie Watts i Bill Wyman u suradnji s Ry Cooderom i Nicky Hopkinsom. Album je dosegao 33. mjesto američke top ljestvice albuma.

## Popis pjesama
1. "The Boudoir Stomp" – 5:13
2. "It Hurts Me Too" – 5:12
3. "Edward's Thrump Up" – 8:11
4. "Blow With Ry" – 11:05
5. "Interlude a la El Hopo (incl. The Loveliest Night of the Year)" – 2:04
6. "Highland Fling" – 4:20

## Izvođači
- Mick Jagger - pjevač, usna harmonika
- Ry Cooder  - gitara
- Nicky Hopkins - piano
- Charlie Watts - bubnjevi
- Bill Wyman - bas-gitara

## Top ljestvice

### Album
| Godina | Ljestvica            | Pozicija |
| ------ | -------------------- | -------- |
| 1972.  | Billboard Pop Albumi | #33      |

## Vanjske poveznice
- allmusic.com  - Jamming with Edward!